# Spring Creek (Nevada)
Spring Creek – jednostka osadnicza w Stanach Zjednoczonych, w stanie Nevada, w hrabstwie Elko.